# Pippa Mann
Pippa Mann (ur. 11 sierpnia 1983 roku w Londynie) – brytyjska zawodniczka startująca w wyścigach samochodowych.

## Kariera

### Formuła Renault
Pippa rozpoczęła karierę w jednomiejscowych samochodach wyścigowych w 2003 roku w Brytyjskiej Formule Renault w edycji zimowej. W zespole Manor Motorsport wystartowała wówczas w 3 wyścigach, w których zdobyła łącznie 3 punkty. Sezon ukończyła na 22 pozycji. W kolejnym sezonie startów wzięła udział już w 17 wyścigach w głównej serii. Znów nie odniosła szczególnych osiągnięć, lecz uzbierała 14 punktów, co ją sklasyfikowało na 34 pozycji.
W 2005 roku przeniosła się do zespołu Comtec Racing, w którym startowała we Francuskiej Formule Renault oraz w Europejskim Pucharze Formuły Renault 2.0. Łącznie zdołała zdobyć 1 punkt - w serii francuskiej. Uplasował on ją na 21 lokacie w klasyfikacji końcowej.
W sezonie 2006 Brytyjka powróciła do Brytyjskiej Formuły Renault. Startując w zespole Comtec Racing znów nie wyróżniała się w serii, jednak ostatecznie uzbierała 87 punktów. Dało jej to 19 lokatę w klasyfikacji generalnej. Pippa pojawiła się także na starcie serii europejskiej. Tu jednak po raz kolejny sezon zakończył się niepowodzeniem - zerowym dorobkiem punktowym.

### Formuła Renault 3.5
W 2007 roku Pippa Mann dołączyła do stawki Formuły Renault 3.5 w zespole Cram Competition. Jedynie debiutancki wyścig okazał się dla niej dobrym - zdobyła punkt w sobotniej rywalizacji na torze Autodromo Nazionale di Monza. W kolejnym sezonie startów Brytyjska przeniosła się do ekipy P1 Motorsport. Tym razem największy sukces odniosła podczas drugiego wyścigu na Nürburgringu. Z dorobkiem 5 punktów zakończyła sezon na 25 lokacie.

### IndyCar

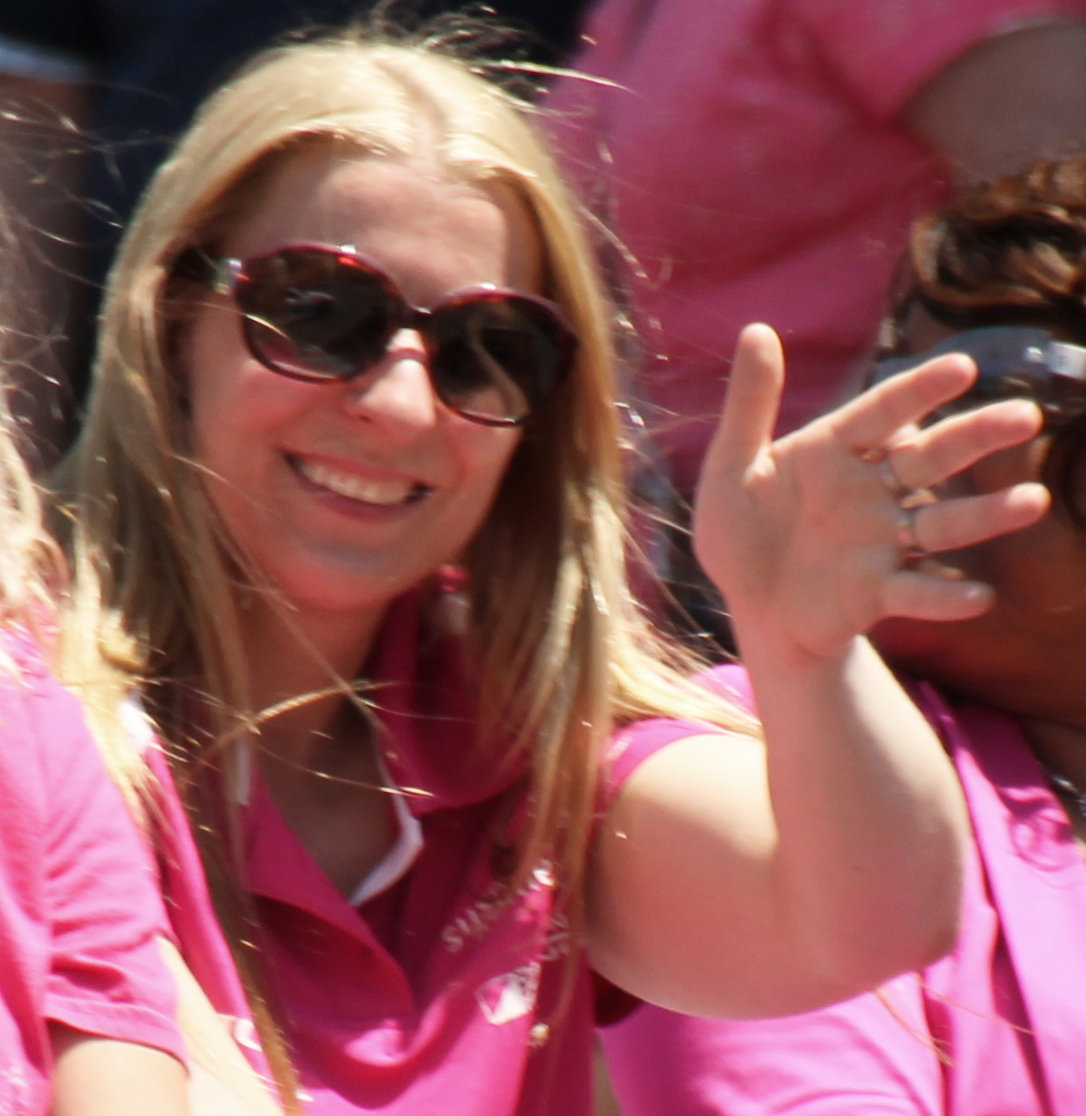
Pippa Mann, 2015

Na sezon 2009 Pippa podpisała kontrakt z zespołem Panther Racing na starty w Firestone Indy Lights. W pierwszym sezonie startów nie wyróżniała się w stawce - ukończyła sezon na 14 pozycji. Jednak w 2010 roku było już znacznie lepiej. Brytyjka wygrała wyścig na torze Kentucky Speedway, a na torze Chicagoland Speedway była druga. Ostatecznie uplasowała się na 5 pozycji w klasyfikacji generalnej.
W 2011 roku Pippa startowała już w IndyCar. Z dorobkiem 32 punktów została sklasyfikowana na 38 pozycji. Po roku przerwy powróciła do serii 2013 roku, kiedy to podpisała kontrakt z ekipą Dale Coyne Racing.

### Auto GP World Series
W sezonie 2012 Brytyjska pojawiła się na starcie Auto GP World Series z zespołem Campos Racing.  Choć wystartowała tylko w czasie rundy na Sonoma Raceway, zdobyła 5 punktów do klasyfikacji generalnej. Sezon ukończyła na 20 pozycji.

## Statystyki
| Sezon | Seria                                     | Zespół                         | Nr | Wyścigi | PP | Zwycięstwa | NO | Punkty | Pozycja |
| ----- | ----------------------------------------- | ------------------------------ | -- | ------- | -- | ---------- | -- | ------ | ------- |
| 2003  | Brytyjska Formuła Renault (edycja zimowa) | Manor Motorsport               |    | 3       | 0  | 0          | 0  | 3      | 22      |
| 2004  | Brytyjska Formuła Renault                 | Team JVA                       |    | 17      | 0  | 0          | 0  | 14     | 34      |
| 2005  | Francuska Formuła Renault                 | Comtec Racing                  |    | 12      | 0  | 0          | 0  | 1      | 21      |
| 2005  | Europejski Puchar Formuły Renault         | Comtec Racing                  | 5  | 15      | 0  | 0          | 0  | 0      | NS      |
| 2006  | Europejski Puchar Formuły Renault         | Comtec Team                    | 1  | 14      | 0  | 0          | 0  | 0      | NS      |
| 2006  | Brytyjska Formuła Renault                 | Comtec Racing                  |    | 16      | 0  | 0          | 0  | 87     | 19      |
| 2007  | Formuła Renault 3.5                       | Cram Competition               | 20 | 16      | 0  | 0          | 0  | 1      | 27      |
| 2008  | Formuła Renault 3.5                       | P1 Motorsport                  | 22 | 17      | 0  | 0          | 0  | 5      | 25      |
| 2008  | Brytyjski Puchar Porsche Carrera          | Team Eurotech                  | 10 | 6       | 0  | 0          | 0  | 15     | 17      |
| 2009  | Firestone Indy Lights Series              | Panther Racing                 | 16 | 15      | 0  | 0          | 0  | 237    | 14      |
| 2010  | Firestone Indy Lights Series              | Sam Schmidt Motorsports        | 11 | 12      | 1  | 3          | 0  | 312    | 5       |
| 2011  | IndyCar                                   | Conquest Racing                | 36 | 1       | 0  | 0          | 0  | 32     | 38      |
| 2011  | IndyCar                                   | Rahal Letterman Lanigan Racing | 30 | 1       | 0  | 0          | 0  | 32     | 38      |
| 2012  | Auto GP World Series                      | Campos Racing                  | 1  | 2       | 0  | 0          | 0  | 5      | 20      |
| 2013  | IndyCar                                   | Dale Coyne Racing              | 4  | 0       | 0  | 0          | 0  | 34     | 31      |
| 2014  | IndyCar                                   | Dale Coyne Racing              | 1  | 0       | 0  | 0          | 0  | 21     | 33      |

## Wyniki w Formule Renault 3.5
| Legenda oznaczeń w tabelach wyników Wyświetl szablon na nowej stronie | Legenda oznaczeń w tabelach wyników Wyświetl szablon na nowej stronie                                                                     |
| Oznaczenie                                                            | Wyjaśnienie |
| --------------------------------------------------------------------- | --- |
| Złoty                                                                 | Zwycięzca lub mistrzostwo |
| Srebrny                                                               | 2. miejsce lub wicemistrzostwo |
| Brązowy                                                               | 3. miejsce lub II wicemistrzostwo |
| Zielony                                                               | Ukończył, punktował (w klasyfikacji generalnej, gdy zdobył co najmniej jeden punkt na przestrzeni sezonu, poza trzema powyższymi opcjami) |
| Niebieski                                                             | Ukończył, nie punktował (w klasyfikacji generalnej, gdy nie zdobył co najmniej jednego punktu na przestrzeni sezonu)                      |
| Czerwony                                                              | Nie zakwalifikował się (NZ) |
| Czerwony                                                              | Nie prekwalifikował się (NPK) |
| Różowy                                                                | Nie ukończył (NU) |
| Różowy                                                                | Niesklasyfikowany (NS) (w klasyfikacji generalnej, gdy nie został sklasyfikowany w żadnym wyścigu sezonu)                                 |
| Czarny                                                                | Zdyskwalifikowany (DK) |
| Czarny                                                                | Wykluczony (WYK/EX) |
| Biały                                                                 | Nie wystartował (NW) |
| Biały                                                                 | Kontuzjowany (K/INJ) |
| Biały                                                                 | Wyścig odwołany (OD/C) |
| Bez koloru                                                            | Został wycofany (WYC/WD) |
| Bez koloru                                                            | Nie przybył (NP/DNA) |
| Bez koloru                                                            | Nie brał udziału w treningach (NT/DNP) |
| Bez koloru                                                            | Nie został zgłoszony (–) |
| Pogrubienie                                                           | Start z pole position |
| Kursywa                                                               | Najszybsze okrążenie wyścigu |
| †                                                                     | Nie ukończył, ale jego rezultat został zaliczony ze względu na przejechanie więcej niż 90% dystansu wyścigu.                              |
| *                                                                     | Sezon w trakcie |
| 1/2/3                                                                 | Punktowana pozycja w sprincie kwalifikacyjnym                                                                                             |
| Lista systemów punktacji Formuły 1                                    | |

| Rok  | Zespół           | Wyniki w poszczególnych eliminacjach | Wyniki w poszczególnych eliminacjach | Wyniki w poszczególnych eliminacjach | Wyniki w poszczególnych eliminacjach | Wyniki w poszczególnych eliminacjach | Wyniki w poszczególnych eliminacjach | Wyniki w poszczególnych eliminacjach | Wyniki w poszczególnych eliminacjach | Wyniki w poszczególnych eliminacjach | Wyniki w poszczególnych eliminacjach | Wyniki w poszczególnych eliminacjach | Wyniki w poszczególnych eliminacjach | Wyniki w poszczególnych eliminacjach | Wyniki w poszczególnych eliminacjach | Wyniki w poszczególnych eliminacjach | Wyniki w poszczególnych eliminacjach | Wyniki w poszczególnych eliminacjach | Punkty | Pozycja |
| ---- | ---------------- | ------------------------------------ | ------------------------------------ | ------------------------------------ | ------------------------------------ | ------------------------------------ | ------------------------------------ | ------------------------------------ | ------------------------------------ | ------------------------------------ | ------------------------------------ | ------------------------------------ | ------------------------------------ | ------------------------------------ | ------------------------------------ | ------------------------------------ | ------------------------------------ | ------------------------------------ | ------ | ------- |
| 2007 | Cram Competition | ITA                                  | ITA                                  | DEU                                  | DEU                                  | MON                                  | HUN                                  | HUN                                  | BEL                                  | BEL                                  | GBR                                  | GBR                                  | FRA                                  | FRA                                  | PRT                                  | PRT                                  | ESP                                  | ESP                                  | 1      | 27      |
| 2007 | Cram Competition | 10                                   | 15                                   | 23                                   | 25                                   | NZ                                   | 15                                   | NU                                   | 17                                   | 13                                   | 20                                   | NU                                   | NU                                   | NU                                   | 24                                   | 15                                   | NU                                   | NU                                   | 1      | 27      |
| 2008 | P1 Motorsport    | ITA                                  | ITA                                  | BEL                                  | BEL                                  | MON                                  | GBR                                  | GBR                                  | HUN                                  | HUN                                  | DEU                                  | DEU                                  | FRA                                  | FRA                                  | PRT                                  | PRT                                  | ESP                                  | ESP                                  | 5      | 25      |
| 2008 | P1 Motorsport    | 10                                   | 11                                   | 16                                   | NU                                   | 18                                   | 19                                   | 20                                   | 15                                   | NU                                   | 7                                    | 19                                   | NU                                   | NU                                   | NU                                   | 15                                   | 13                                   | 13                                   | 5      | 25      |